# Due canaglie
Due canaglie (Os Salafrários) è un film del 2021 diretto da Pedro Antônio Paes.

## Trama
Dopo una truffa andata male, Clovis si imbatte in sua sorella adottiva, Lohane. Quando la situazione si complica capiscono che l'unica soluzione per la salvezza è rimanere uniti.

## Distribuzione
Il film è stato distribuito sulla piattaforma Netflix a partire dal 28 aprile 2021.